# Abdou Darboe
Abdou Darboe (* 22. Dezember 1990 in Banjul) ist ein gambischer ehemaliger Fußballspieler.

## Karriere

### Verein
Darboe begann seine fußballerische Ausbildung in seinem Heimatland Gambia beim FC Armed Forces. Im März 2009 wechselte er nach Norwegen zum Hønefoss BK. Dort debütierte er am ersten Spieltag der Saison 2009 nach Einwechslung gegen Sogndal Fotball in der OBOS-ligaen. Am vorletzten Spieltag schoss er gegen Mjøndalen IF sein erstes Tor im Profibereich, dennoch verlor sein Team 1:2. Die Mannschaft schaffte als Tabellenzweiter jedoch den Aufstieg in die Eliteserien und Darboe lief 2009 zehnmal auf, wobei er einmal traf. Am dritten Spieltag der Saison 2010 wurde er gegen den Lillestrøm SK eingewechselt und debütierte somit in der Erstklassigkeit. Aufgrund von fehlender Spielzeit wurde er nach fünf Einsätzen im Sommer 2010 an den Zweitligisten Mjøndalen IF verliehen. Dort schoss er in neun Saisoneinsätzen zwei Tore.
Nach dem Abstieg von Hønefoss wechselte Darboe im Januar 2011 ablösefrei zum FK Tønsberg. Nach zwei Jahren im Verein unterzeichnete er in Schweden beim Bredaryd Lanna IK. Die Saison 2013 beendete er mit vier Tore in der siebten schwedischen Liga und dem Aufstieg in Liga sechs. Dort spielte er 2014 20 Spiele, wobei er 33 Tore schoss. Den Verein verließ er für die Hinrunde der Saison 2015 per Leihe in Richtung Bangladesch zu Abahani Ltd. Dhaka. Im Januar 2016 kehrte er zu Bredaryd Lanna zurück und kam im Rest der Saison 2015 auf vier Tore in zehn Einsätzen. 2016 kam er 20 Mal zum Zug und konnte dabei sechs Treffer erzielen. In der Spielzeit 2017 stand Darboe in 17 Partien auf dem Platz und konnte 27 Mal für seinen Klub treffen.
Er verließ diesen nach insgesamt fünf Jahren für den Råslätts SK. Hier traf er in 13 Viertligaspielen dreimal. Nach der Saison 2018 spielte er ein Jahr bei Gislaveds IS, wo er in der sechsten Liga vier Tore in zehn Spielen schoss. Zur Saison 2020 wechselte er in die achte Liga zu Västboås GoIF. Hier traf er 2021 fünfmal in der Liga und schaffte den Aufstieg in die siebte Liga. In der Saison 2021 spielte er dann 21 Mal in der Liga, wobei er 14 Tore schoss und neun weitere Treffer auflegte.

### Nationalmannschaft
Am 5. Dezember 2007 kam Darboe im Rahmen des Amílcar-Cabral-Cup zu seinem Debüt für die gambische A-Nationalmannschaft, als er bei einem 3:0-Sieg gegen die Zweitauswahl Guineas direkt zweimal traf. Im Jahr 2010 kam er zu drei weiteren Länderspieleinsätzen in Freundschaftsspielen.

## Familie
Abdou Darboes Brüder Lamin Darboe, welcher in Nordmazedonien spielte, und Dembo Darboe, der aktuell in Kasachstan beim FC Astana spielt, sind ebenfalls Profifußballspieler.